# Conservation des sols

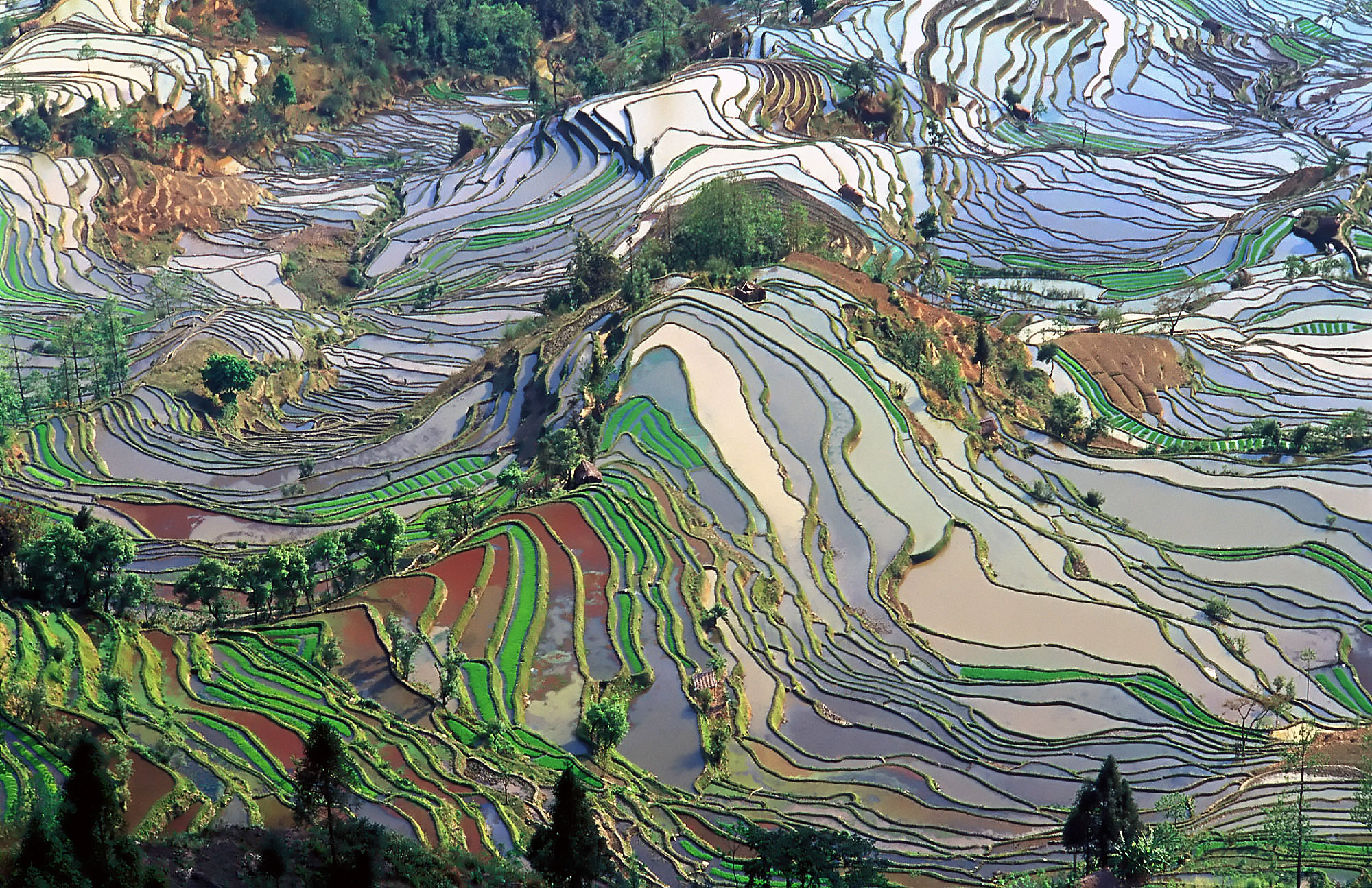
Rizières en terrasses en Chine.

La conservation des sols est en agriculture, élevage et sylviculture, un ensemble de pratiques appliquées pour promouvoir un usage durable des sols. Elle vise à prévenir la perte de sol due à l'érosion ou la réduction de fertilité provoquée par une utilisation excessive ou une contamination du sol (acidification, salinisation ou pollution chimique).
Le brulis et d'autres méthodes non durables de l'agriculture de subsistance sont pratiqués dans certaines régions moins développées. Les conséquences de la déforestation sont notamment une érosion à grande échelle, la perte de nutriments du sol et parfois une désertification totale. Les techniques pour améliorer la conservation des sols sont entre autres la rotation des cultures, les cultures de couverture et la plantation de brise-vents qui affectent à la fois l'érosion et la fertilité. Lorsque les plantes, en particulier les arbres, meurent, elles se décomposent et deviennent une partie du sol. Les agriculteurs pratiquent la conservation des sols depuis des millénaires.

## Agriculture de conservation
L'agriculture de conservation implique l'absence de labour, l'utilisation d'engrais verts et d'autres pratiques qui contribuent à niveler le sol. Ces pratiques agricoles tentent d'imiter la biologie des terres stériles. Elles peuvent revitaliser les sols endommagés, minimiser l'érosion, stimuler la croissance des plantes, éliminer l'utilisation d'engrais azotés ou de fongicides, produire des rendements supérieurs à la moyenne et protéger les cultures en cas de sécheresse ou d'inondation. Il en résulte une réduction de la main-d'œuvre et des coûts, ce qui accroît les bénéfices des agriculteurs. L'agriculture sans labour et les cultures de couverture servent de puits pour l'azote et d'autres éléments nutritifs. Ils augmentent la quantité de matière organique dans le sol.
Le labourage répété dégrade le sol en tuant les champignons et les vers de terre bénéfiques. Une fois endommagé, le sol peut mettre plusieurs saisons à se rétablir complètement, même dans des conditions optimales.

## Réduire l'utilisation des pesticides
L'utilisation de pesticides peut contaminer le sol, la végétation environnante et les sources d'eau sur de longues périodes. Ils affectent la structure et la composition (biotique et abiotique) des sols,. Les régimes de taxation différentielle font partie des options explorées dans la littérature scientifique pour réduire leur utilisation.
Il existe des alternatives aux pesticides, notamment les techniques de culture, l'utilisation d'agents biologiques de lutte contre les ravageurs (tels que les phéromones et les pesticides microbiologiques), le génie génétique (principalement des cultures) et les techniques d'intervention pour la reproduction des insectes,. L'utilisation de déchets de jardin compostés a également été utilisée comme méthode de lutte contre les ravageurs.